# Wiktor Aristow
Wiktor Ołeksandrowycz Aristow (ukr. Віктор Олександрович Арістов, ros. Виктор Александрович Аристов, Wiktor Aleksandrowicz Aristow; ur. 14 sierpnia 1938 w Michajłowie, w obwodzie riazańskim, Rosyjska FSRR, zm. 14 lutego 2023) – ukraiński piłkarz, grający na pozycji obrońcy, a wcześniej pomocnika lub napastnika, trener piłkarski.

## Kariera piłkarska

### Kariera klubowa
Rozpoczął karierę piłkarską w amatorskich drużynach obwodu moskiewskiego. W 1958 został piłkarzem profesjonalnego klubu Torpedo Taganrog, jednak nie zagrał żadnego meczu po tym, jak doznał kontuzji podczas treningu. W 1960 bronił barw Wołgara Astrachań. Potem występował w klubach Torpedo Wołżski i Awanhard Symferopol. W latach 1963–1965 "odbywał" służbę wojskową w SKA Odessa. W 1966 przeszedł do Łokomotywu Winnica. Na początku 1967 przeniósł się do Metalista Charków, w którym w 1973 zakończył karierę piłkarską.

## Kariera trenerska
Po zakończeniu kariery piłkarskiej w latach 1973-1983 szkolił dzieci w DJuSSz Metalist Charków. Następne pracował w Internacie Sportowym w Charkowie. Od 1984 rozpoczął pracę trenerską w rodzimym klubie Metalist Charków, w którym pomagał szkolić piłkarzy. Od lutego do maja 1993 pełnił funkcję głównego trenera Metalista, a potem pomagał trenować Ewis Mikołajów. Na początku 1994 objął stanowisko głównego trenera SBTS Sumy, z którym pracował do sierpnia 1994. Następnie pomagał szkolić piłkarzy w Polihraftechnice Oleksandria, po czym w rundzie wiosennej sezonu 1995/96 prowadził klub Zoria-MAŁS Ługańsk. W 1997 kierował rosyjskim Łuczem Władywostok. W latach 2004–2007 pracował w SDJuSzOR Metalist Charków.

## Sukcesy i odznaczenia

### Sukcesy klubowe
- wicemistrz Pierwszej ligi ZSRR: 1964, 1968
- brązowy medalista Pierwszej ligi ZSRR: 1969

### Odznaczenia
- nagrodzony tytułem Mistrza Sportu ZSRR: 1963